# Maguzawa
Die Maguzawa sind das vormals "heidnische" Segment der Hausa-Gesellschaft Nordnigerias. Als solche sind sie identisch mit den Azna. Man nennt die Azna "Maguzawa", um damit anzudeuten, dass sie zur Kategorie der islamisch akzeptablen ahl al-dhimma, den Schutzbefohlenen der Muslime, gehören.